# 弗朗西斯科-阿尔维斯
弗朗西斯科-阿尔维斯是巴西巴拉那州的一个市镇。总面积321.898平方公里，总人口6447人，人口密度20人/平方公里。